# Fabrice Colin
Pour les articles homonymes, voir Colin.
Œuvres principales
- Projet oXatan
- La Malédiction d'Old Haven
- Blue jay way
- La Poupée de Kafka

Fabrice Colin, né le 6 juillet 1972 à Paris, est un écrivain français qui s'est d'abord fait connaître par ses textes relevant des littératures de l'imaginaire, fantasy et science-fiction, avant d'élargir son champ d'action et de se tourner vers le polar, la bande dessinée et la littérature générale.
Il est l'auteur de nombreux romans pour adultes, romans pour la jeunesse, nouvelles et scénarios de BD, ainsi que de dramatiques radiophoniques pour Radio France.
Il collabore également au Canard enchaîné et à Lire.

## Biographie et carrière littéraire
D'abord rédacteur de jeux de rôle, pigiste puis collaborateur de la revue Casus Belli, il publie son premier roman Neuvième cercle en 1997 sous l'impulsion de Stéphane Marsan. Il s'est depuis illustré dans de nombreux domaines des littératures de l'imaginaire (quatre fois lauréat du Grand prix de l'Imaginaire), écrivant pour la jeunesse (Les Enfants de la lune, Projet oXatan, La Malédiction d'Old Haven). aussi bien que pour les adultes (Dreamericana, Or not to be, Kathleen,...). Blue Jay Way, paru en 2012 aux éditions Sonatine, marque la première incursion de l'auteur dans le genre du polar, et un tournant dans sa carrière.

## Œuvres

### Romans
- Neuvième cercle, Paris, Mnémos, (coll. Angle Mort no 16), 1997.
- Les Cantiques de Mercure, Paris, Mnémos, (coll. Angle Mort no 28), 1997.
- Arcadia (réédité en un volume chez Bragelonne, 2014)

1. Vestiges d'Arcadia, Paris, Mnémos, (coll. Surnaturel no 39), 1998. Prix Ozone 1999 (Meilleur roman de fantasy francophone).
2. La Musique du sommeil, Paris, Mnémos, (coll. Surnaturel no 40), 1998.

- Winterheim (réédité en un volume chez Pygmalion, 2011)

1. Le Fils des ténèbres, Paris, Mnémos, (coll. Légendaire), 1999. Repris en poche chez J'ai Lu.
2. La Saison des conquêtes, Paris, Mnémos, (coll. Légendaire), 1999. Repris en poche chez J'ai Lu.
3. La Fonte des rêves, Paris, J'ai lu, (coll. Millénaires), 2003.

- Confessions d'un automate mangeur d'opium, (avec Mathieu Gaborit), Paris, Mnémos, (coll. Icares no 4), 1999. Prix Bob Morane 2000 (meilleur roman francophone). Repris en poche au Serpent à plumes.
- À vos souhaits, Paris, Ed. Bragelonne, 2000. Repris en poche chez J'ai Lu.
- Les Enfants de la Lune, Paris, Ed. Mango Jeunesse, (coll. Autres Mondes no 9), 2001. Prix de la PEEP 2001.
- Projet oXatan, Paris, Ed. Mango Jeunesse, (coll. Autres Mondes no 13), 2001. Prix des Incorruptibles 2002, Prix de la Ville de Valenciennes, Prix Gayant lecture.
- Vengeance, Paris, Ed. Bragelonne (~10), 2001. Repris en poche chez J'ai Lu.
- Or not to be, Nantes, L'Atalante, 2002.
- Atomic Bomb, (avec David Calvo), Éditions du Bélial, 2002.
- Dreamericana, Paris, J'ai lu, (coll. Millénaires), 2003. Grand prix de l'Imaginaire 2004 (cat. Roman français).
- CyberPan, Paris, Ed. Mango Jeunesse, (coll. Autres Mondes), 2003. Grand Prix de l'Imaginaire 2004 (cat. Roman jeunesse).
- Sayonara Baby, Nantes, L'Atalante, 2004.
- Le Mensonge du siècle, Paris, Mango Jeunesse, (coll. Autres Mondes), 2004.
- Sunk, (avec David Calvo), Lyon, Les moutons électriques, 2005.
- Invisible, Paris, Mango Jeunesse, (coll. Autres Mondes), 2006.
- Kathleen, Nantes, L'Atalante, 2006.
- Le Syndrome Godzilla, Paris, Intervista, 2006.
- Le Réveil des dieux, Paris, Hachette Jeunesse, 2006.
- Memory Park, Paris, Mango Jeunesse, (coll. Autres Mondes), 2007.
- La Mémoire du vautour, Vauvert, Au Diable Vauvert, 2007.
- La Malédiction d'Old Haven, Albin Michel Jeunesse, coll. Wiz, Paris, 2007.
- Camelot, Seuil Jeunesse, Paris, 2007.
- Le Grimoire de Merlin (avec André-François Ruaud), Hachette Jeunesse, Paris, 2007.
- Le Livre des monstres - Chroniques du Monde noir (avec André-François Ruaud), Deux Coqs d'Or, Paris, 2008.
- Le Maître des dragons, Paris, Albin Michel Jeunesse, coll. Wiz, 2008.
- La Fin du monde, Paris, Mango Jeunesse, (coll. Autres Mondes), 2009.
- La Saga Mendelson

1. Les Exilés, Paris, Le Seuil, 2009.
2. Les Insoumis, Paris, Le Seuil, 2009.
3. Les Fidèles, Paris, Le Seuil, 2010.

- Les Étranges Sœurs Wilcox

1. Les Vampires de Londres, Paris, Gallimard jeunesse, 2009.
2. L'Ombre de Dracula, Paris, Gallimard jeunesse, 2010.
3. Les Masques de sang, Paris, Gallimard jeunesse, 2011.
4. Le Dernier Sacrifice, Paris, Gallimard jeunesse, 2012.

- Le Jour d'avant, Je Bouquine, 2010.
- Big Fan, Paris, Éditions Inculte, (coll. afterpop), 2010.
- La Vie extraordinaire des gens ordinaires, Paris, Flammarion, 2010.
- Quête dans le Monde noir (avec André-François Ruaud), Paris, Deux Coqs d'Or, 2010.
- Bal de Givre à New York, Paris, Albin Michel, 2011.
- Elric, Les Buveurs d'âmes (avec Michael Moorcock), Paris, Fleuve Noir, 2011.
- Blue Jay Way, Paris, Sonatine éditions, 2012.
- Personne ne te sauvera, Paris, Flammarion / Etonnantissimes, 2012.
- La Dernière Guerre :

1. 49 jours, Paris, Michel Lafon, 2012.
2. Seconde Vie, Paris, Michel Lafon, 2013.

- Ta Mort sera la mienne, Paris, Sonatine éditions, 2013.
- Enfin la sixième !, Paris, Play-Bac, 2014
- Passeurs de mort, Paris, Flammarion, 2014
- Le Pays qui te ressemble, Paris, Albin Michel, 2015
- La Poupée de Kafka, Arles, Actes sud, 2016
- Trois frères en finale, Rageot, 2016
- Jenny, Paris, Sonatine éditions, 2016
- Wonderpark, saga en six tomes (Libertad, Megalopolis, Cyclos, Askaran, Discordia, Darkmoor), Nathan, 2016-2017 (Prix des Embouquineurs 2017)
- Magnetic Island, Paris, Albin Michel, 2017. Sélection Prix Vendredi 2017[2]
- J'exagère à peine, Le Seuil, 2018
- Rester debout (La jeunesse de Simone Veil), Paris, Albin Michel, 2018 (Sélection Prix Vendredi 2018)
- La Bonne aventure, Talents Hauts, 2019 (Sélection Prix Vendredi 2019)
- Shooting star (La jeunesse de Marilyn Monroe), Paris, Albin Michel, 2019
- Le Mirage El Ouafi, Paris, Anamosa, 2019
- Destins croisés (La jeunesse de Michelle & Barack Obama), Paris, Albin Michel, 2021
- Tu réclamais le soir, Paris, Calmann-Lévy, 2022
- Golden Age, Paris, Hachette, 2022
- Bientôt la sixième !, Paris, Play-Bac, 2024
- En moi le ciel et la terre, Paris, Seuil, 2024
- A bord du Mythic, le jumeau du Titanic (série de 10 tomes en cours), Paris, Albin Michel, 2025.

### Nouvelles
- « Naufrage mode d'emploi » in Fantasy, Fleuve noir, Anthologies (~2), Paris, 1998. Prix Ozone 1999 (Meilleure nouvelle de fantasy francophone). Grand Prix de l'Imaginaire 2000 (cat. Nouvelle française).
- « Fin de transmission » in Escales 2000, Fleuve Noir, Anthologies (~4), Paris, 1999.
- « Forgiven » in Légendaires, Mnémos, Icares (~2), Paris, 1999.
- « On est peu de chose » in Jour de l'an 1000, Nestiveqnen, Horizons Fantasy, Paris, 1999.
- « Atomic bomb », (avec David Calvo) in Jour de l'an 2000, Nestiveqnen, Horizons Fantasy, Paris, 2000.
- « De nulle part » in Jour de l'an 3000, Nestiveqnen, Horizons Fantasy, Paris, 2000.
- « Fantasma Cuervo » in Nestiveqnen, Faëries no 3, Paris, 2000.
- « L'Homme dont la mort était une forêt » in Royaumes, 16 grands récits de fantasy, Fleuve Noir, Anthologies (~5), Paris, 2000.
- « Passer la rivière sans toi » in Il était une fée, Ed. de l'Oxymore, coll. Emblèmythiques (~2), Montpellier, 2000.
- « Retour aux affaires » in Privés de futur, Ed. du Bélial/Orion, Étoiles vives, 2000.
- « Un dernier verre, ô dieux de l'oubli » in Yellow Submarine, no 130, Lyon, 2000.
- « Un jour dans la vie d'Angelina Westwood » in Escales 2001, Fleuve Noir, Anthologies (~7), Paris, 2000.
- « Comme des fantômes [Arcadia] » in Nestiveqnen, Faëries no 1, Paris, 2000.
- « Potentiel humain 0,487 » in Les visages de l'humain, Ed. Mango Jeunesse, coll. Autres Mondes no 7, Paris, 2001.
- « Intérieur nuit » in Vampyres, Ed. de l'Oxymore, coll. Emblèmes no 1, Montpellier, 2001.
- « Le Coup du lapin » in Sortilèges, Ed. de l'Oxymore, coll. Emblèmes no 2, Montpellier, 2001.
- « ...Et la lumière fut », in Premiers Contacts, Collection Autres Mondes, Mango 2005
- « Nous étions jeunes dans l'été immobile », in Fiction #5, Les moutons électriques, Lyon, 2007
- « Un léger moment d’absence », in Fiction Spécial #2, Les moutons électriques, Lyon, 2007
- « Soudain, tout a changé », in Fiction Spécial #2, Les moutons électriques, Lyon, 2007
- « Le Serpent qui changea le monde », in Divergences 001, anthologie de nouvelles uchroniques, Flammarion Jeunesse, coll. Ukronie 2008
- « Ce qui reste du réel / Effondrement partiel d'un univers en deux jours » in Retour sur l'horizon, Ed. Denoël, coll. Lunes d'encre, 2009.
- « Sans douleur », in Elfes et Assassins, Anthologie des Imaginales 2013, Mnémos, Paris 2013.

### Recueils de nouvelles
- Comme des fantômes - récits sauvés du feu, Les Moutons électriques, Lyon, 2008[3].

### Bandes dessinées
- Tir Nan Og, tome 1 - L'Exode, dessins Elvire De Cock, Les Humanoïdes associés, Paris, 2006.
- Tous les matelots n'aiment pas l'eau, dessins de Lorenzo, Treize étrange, Toulouse, 2006.
- World Trade Angels, dessins de Laurent Cilluffo, Denoël Graphic, Paris, 2006.
- Tir Nan Og, tome 2 - L'Héritage, dessins Elvire De Cock, Les Humanoïdes associés, Paris, 2008.
- Gordo - un singe contre l'Amérique, dessins de Fred Boot, L'Atalante, Nantes, 2008.
- Nowhere Island, dessins de Boris Beuzelin, L'Atalante, 2008[4].
- La Brigade chimérique, avec Serge Lehman, dessins de Gess, L'Atalante, Paris, 2009. Grand prix de l'Imaginaire 2011, catégorie BD[5].
- Chicagoland, dessins de Sacha Goerg, Delcourt, Paris 2015.
- Eden, tomes 1 et 2, dessins de Carole Maurel, Rue de Sèvres, Paris 2018.
- Freak Parade, dessins de Joëlle Jolivet, Denoël Graphic, Paris 2020.
- Wonderpark - Libertad, dessins et couleurs de Antoine Brivet, Jungle éditions, 2020.
- Seul le silence, dessins de Richard Guérineau, Steinkis, Paris 2021.
- Glaise, adaptation du roman éponyme de Franck Bouysse, scénario de Franck Bouysse et Fabrice Colin, dessin et couleurs de Loïc Godart, Marabout, 2023[6].
- Alice présidente, 4 tomes, dessins de Gérald Guerlais, Glénat, Paris 2022-2024
- Vendetta, dessins de Bartolomé Seguí, Steinkis, Paris 2025.

### Albums
- Le Musée imaginaire de Jane Austen, peintures de Nathalie Novi, Albin Michel, 2017
- Le Roi et l'enfant, dessins d'Eloïse Scherrer, Sarbacane, 2021
- Un peu de magie dans l'air, dessins d'Adrien Mangournet, Gautier-Languereau, 2022
- Il suffit d'y croire, dessins de Gérald Guerlais, Gautier-Languereau, 2022
- Super Jean-Jean, dessins d'Adrien Mangournet, Gautier-Languereau, 2023
- Deux dodos à New York, dessins de Gérald Guerlais, Glénat, 2024
- Mes chers amis, dessins de Myriam Nion, Gautier-Languereau, 2024.
- La Folle journée de George Gershwin, dessins d'Alexis Bruchon, Gautier-Languereau, 2024.
- Les Mille gares d'Edgar, dessins de Clément Lefèvre, Gautier-Languereau, 2025.
- Madame la Nuit, dessins de Laura El, Gautier-Languereau, 2025.
- Une Petite clé d'or, dessins d'Eric Puybaret, Gautier-Languereau, 2025.

### Pièces radiophoniques
- L’Échappée belle (France Culture, 2002)
- Doppleganger (France Culture, 2004)
- Trois cent mètres et des poussières (France Culture, 2004)
- Le Loup des mers, adaptée de Jack London (France Culture, 2004)
- Nous étions jeunes dans l'été immobile (France Culture, 2006)
- Lettres de Capri ((France Culture, 2009)
- Chef-d’œuvre ? Non merci ! (5 épisodes, France Culture, 2013)
- On ne va quand même pas se disputer pour ça ? (5 épisodes, France Culture, 2016)
- Ce qui nous retient (France Culture, 2016)
- Canaan - nouvelles lointaines (France Culture, 2017)
- Grâce (France Culture, 2019)
- Bel Esprit (France Culture, 2020